# Ridderorden en onderscheidingen in Saksen-Coburg en Gotha

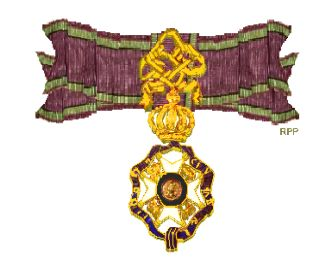
Prinsessenkruis van de Saksisch-Ernestijnse Huisorde

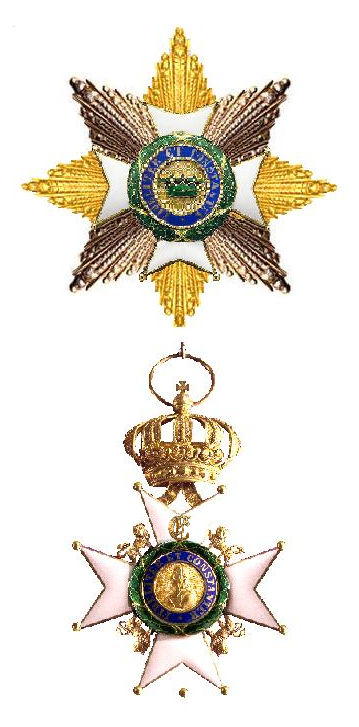
Ster en grootkruis

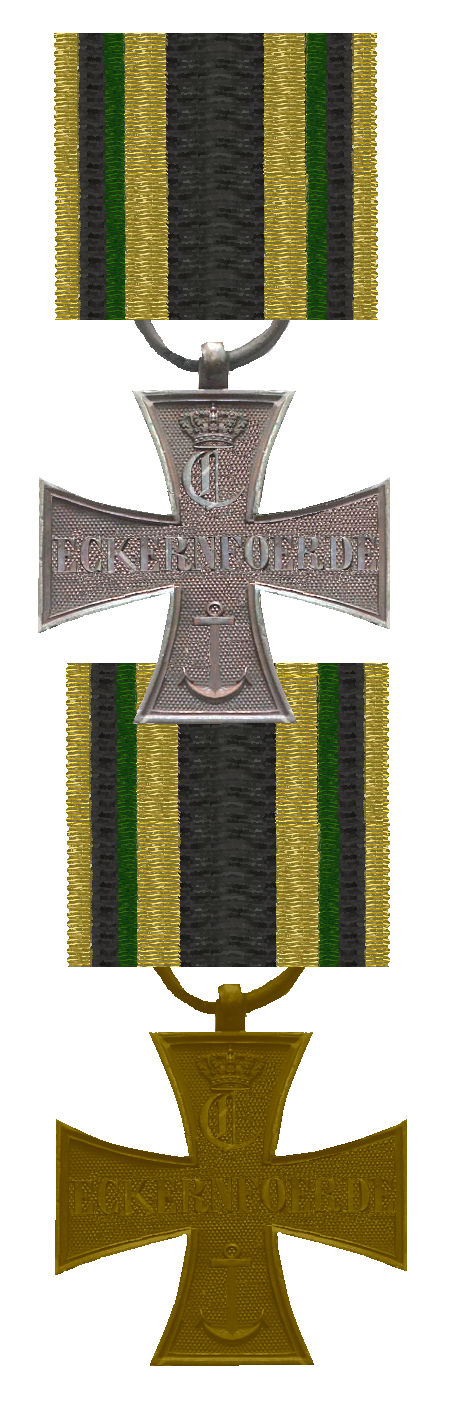
zilveren en bronzen kruis

Het hertogdom Saksen-Coburg en Gotha telde tientallen ridderorden en onderscheidingen.

## Geschiedenis
Saksen-Coburg en Gotha was een van de Saksische hertogdommen die door leden van de Ernestijnse linie van het Huis Wettin werden bestuurd. Het latere koninkrijk Saksen viel in de erfscheiding van 1485 aan de Albertijne linie van datzelfde vorstengeslacht toe. Saksen-Coburg en Gotha was tot 1918 een hertogdom en werd na de val van de monarchieën in Duitsland kortstondig een vrijstaat binnen de Duitse republiek. In 1920 werd Saksen-Coburg en Gotha deel van Beieren terwijl Saksen-Weimar, Schwarzburg-Sondershausen, Saksen-Meiningen en de beide vorstendommen van het geslacht Reuß deel uitmaken van de nieuwe vrijstaat Thüringen.
De Ernestijnse vorsten bezaten gezamenlijk een ridderorde, deze hertogelijk Saksisch-Ernestijnse Huisorde (Duits: Herzöglich Sachsen-Ernestinischer Hausorden) werd in 1833 ingesteld en bestond in ieder geval tot 1935. De door de hertog van Saksen-Meiningen verleenden kruisen bezitten op de bovenste kruisarm de initiaal "B". De versierselen werden aan ingezetenen met en aan vreemdelingen zonder een brede groen geëmailleerde lauwerkrans rond het medaillon uitgereikt. De orde droeg de naam "Huisorde" maar werd ook als moderne orde van verdienste gebruikt.
In 1935 verbood Adolf Hitler Duitsers om de orden van de voormalige Duitse vorsten en vorstenhuizen aan te nemen. Deze beslissing wordt in de literatuur als het einde van de Saksisch-Ernestijnse Huisorde beschouwd maar de orde werd net als de andere orden die het bezit van de vorsten en hun opvolgers zijn niet formeel opgeheven. In de Bondsrepubliek geldt het nazi-verbod niet en de Ernestijnse Saksische prinsen dragen op recente foto's het purperen lint met de blauwe bies.

## Lijst
- De Saksisch-Ernestijnse Huisorde 1833 - 1935 De door de hertog van Saksen-Coburg en Gotha verleende kruisen droegen een gouden "E" op de bovenste kruisarm.
- Het Prinsessenkruis van de Saksisch-Ernestijnse Huisorde 1868
- De Medaille voor Verdienste in het Burgerlijk Leven 1835 - 1837
- De Medaille voor Kunst en Wetenschap 1837 - 1893
- Het Kruis van Verdienste voor Kunst en Wetenschap 1860 - 1905
- De Medaille van Verdienste voor Kunst en Wetenschap 1895 - 1905
- Het Erekruis voor Kunst en Wetenschap 1907 - 1918
- Het Kruis voor Kunst en Wetenschap 1906 - 1918
- De Hertog Ernst-medaille
- De Hertog Alfred-medaille
- De Hertog Karel Eduard-medaille
- De Medaille voor het Redden van Levens
- De Medaille voor Vrouwelijke Verdienste
- De Herinneringsmedaille aan het Zilveren Huwelijk van Hertog Alfred 1899
- De Herinneringsmedaille aan het Huwelijk van Hertog Karel Eduard 1905
- Het Ereteken van de Brandweer 1909 - 1918

- Het Herinneringsteken aan Eckernförde "1849" 1851
- Het Karel Eduard-Oorlogskruis 1916 - 1918
- Het Herdenkingsteken voor Vleugeladjudanten 1910 - 1918
- Het Ereteken voor Vaderlandse Verdienste 1918 - 1919
- Het Oorlogsherinneringsteken 1916 - 1927

De Dienstonderscheidingen:
- De Dienstonderscheiding voor Officieren na 25 Dienstjaren, kruis 1846 - 1867
- De Dienstonderscheiding voor Onderofficieren en Manschappen na 21 Dienstjaren, een "Schnalle" 1846 - 1888
- De Dienstonderscheiding voor Onderofficieren en Manschappen na 15 Dienstjaren, een "Schnalle" 1846 - 1888
- De Dienstonderscheiding voor Onderofficieren en Manschappen na 9 Dienstjaren, een "Schnalle" 1846 - 1888
- De Dienstonderscheiding voor Officieren en Manschappen na 21 Dienstjaren, een "Schnalle" 1888 - 1913
- De Dienstonderscheiding voor Officieren en Manschappen na 15 Dienstjaren, een "Schnalle" 1888 - 1913
- De Dienstonderscheiding voor Officieren en Manschappen na 9 Dienstjaren, een "Schnalle" 1888 - 1913

De dienstonderscheidingen voor onderofficieren en soldaten zijn zogeheten "Schnallen". De medaille werden op de linkerborst gedragen. De medailles van Ernst I aan een ring en de medailles van Alfred en Karel Eduard in een aantal gevallen aan de voor Saksen-Coburg-Gotha typische beugel boven de medaille.
In 1913 kwam in de drie Ernestijnse hertogdommen een einde aan de eigen dienstonderscheidingen. De hertogen van Saksen-Altenburg, Saksen-Coburg en Gotha en Saksen-Meiningen stichtten als vervanging van de verschillende "Schnallen" een nieuwe onderscheiding in de vorm van een kruis dat sterk leek op de dienstonderscheiding van Pruisen. Voor onderofficieren en manschappen uit de drie hertogdommen was een nieuwe medaille voorzien. Hun onderdanen dienden in Pruisische regimenten en in de Keizerlijke Marine.
- De gemeenschappelijke Dienstonderscheiding voor Onderofficieren en Manschappen alsook het Gendarmenkorps. 1913-1918

## Het Hertogelijk Huis na 1918
De in november 1918 afgezette Hertog Karel Eduard bleef een aantal van de door hem ingestelde onderscheidingen ook na zijn abdicatie, zelfs na het opheffen van Saksen-Coburg en Gotha als staat, uitreiken. Zo waren de Zwaarden aan de ring van de Hertog Karel Eduard-medaille die in 1935 werden ingevoerd. Het verlenen van hoge rangen in de Saksen-Ernestijnse Huisorde aan zijn kameraden in de SS was zeer omstreden. Uiteindelijk maakte Hitler een einde aan deze praktijk door de Duitsers in 1935 in een decreet te verbieden om nog langer onderscheidingen van de voormalige Duitse vorstenhuizen aan te nemen.
De hertog heeft nog twee van deze "niet officiële" herinneringsmedailles laten slaan.
- De Herinneringsmedaille aan de Regeringsovername door Hertog Karel Eduard (1930)
- De Herinneringsmedaille aan het Huwelijk van Prinses Sybilla (1932)